# Heiki Nabi
Heiki Nabi (né le 6 juin 1985 à Hilleste) est un lutteur estonien, spécialiste de la lutte gréco-romaine.

## Biographie
Heiki Nabi devient pour la première fois champion du monde lors des Championnats du monde de Canton en 2006 dans la catégorie des -96 kg. Jeux olympiques de 2012, Heiki Nabi remporte la médaille d'argent dans la catégorie des moins de 120 kg. Il s'incline en finale face au champion olympique en titre, le Cubain Mijaín López. Un an plus tard, il remporte la médaille d'argent lors des Championnats du monde de Budapest dans la catégorie des -120 kg, perdant en finale contre l'Iranien Amir Aliakbari. La disqualification de Amir Aliakbari en décembre 2013 pour dopage offre à Heiki Nabi un deuxième titre de champion du monde. En 2013, il est décoré de l'ordre de l'Étoile blanche d'Estonie de 2e classe.

## Palmarès

### Jeux olympiques
- Londres 2012
  -  Médaille d'argent dans la catégorie des moins de 120 kg.

### Championnats du monde
- Paris 2017
  -  Médaille d'argent dans la catégorie des moins de 130 kg
- Tachkent 2014
  -  Médaille de bronze dans la catégorie des moins de 130 kg
- Budapest 2013
  -  Médaille d'or dans la catégorie des moins de 120 kg
- Canton 2006
  -  Médaille d'or dans la catégorie des moins de 96 kg

### Championnats d'Europe
- Dortmund 2011
  - 5e dans la catégorie des moins de 120 kg
- Tampere 2008
  - 5e dans la catégorie des moins de 96 kg
- Sofia 2007
  - 5e dans la catégorie des moins de 96 kg